# تير

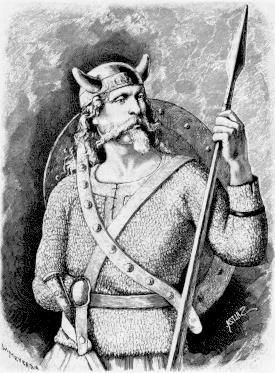
تير بلوحة فريدريك ساندر (1893)

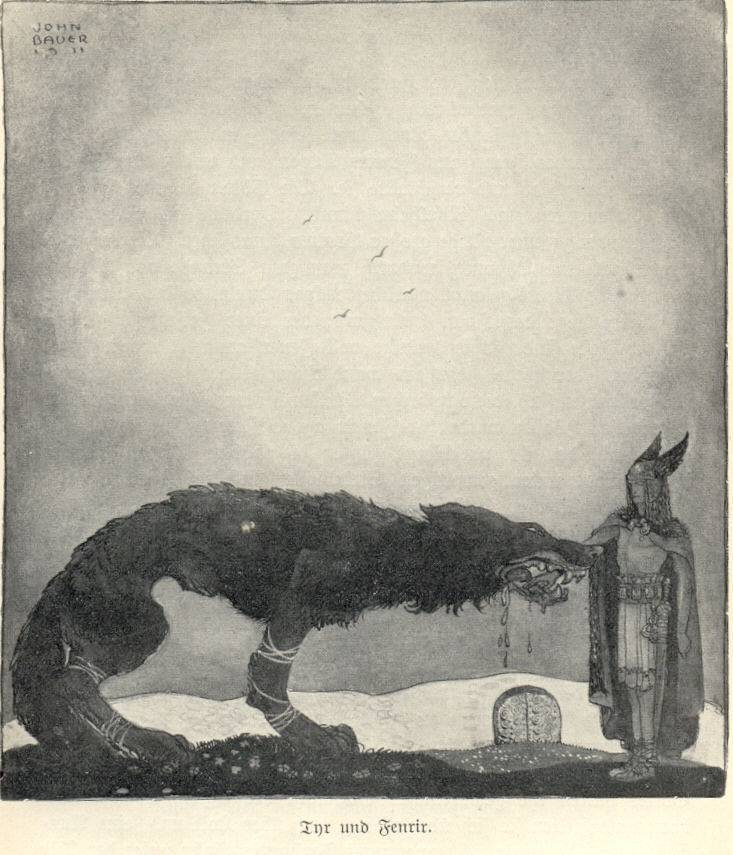
تير وفنرير بلوحة جون باور

تير (بالنوردية القديمة: Týr) هو إله جرماني ارتبط بالقانون والأمجاد البطولية في الأساطير النوردية، وهو يصور بيد واحدة. الأسماء المقابلة في اللغات الجرمانية الأخرى هي Teiws بالقوطية، Tīw بالإنجليزية القديمة و Ziu أو Cyo بالألمانية العليا القديمة، وجميعها أتت من البروتو جيرمانية Tīwaz. يُقَدَم الاسم اللاتيني بشكل Tius أو Tio ويعرف رسميا أيضا باسم مارس ثينكسوس.
في قصائد إيدا الأيسلندية اللاحقة، يصور تير على أنه ابن أودين (نثر إيدا) أو هيمير (شعر إيدا)، في حين أن أصل اسمه وعلاقته المحتملة مع شخصية تويستو (الجد الأول للألمان) تشير إلى أنه كان يعتبر في زمن ما والد الآلهة ورأس مجمع الآلهة، لأن اسمه يماثل اسم ديوس (أو ديوس)، الإله الرئيسي في الدين الهندو الأوروبي. ويفترض أن مكانة تيواز تراجعت أمام أودين وثور في مرحلة ما خلال عصر الهجرات، حيث شاركه أودين في دوره كإله للحرب.
كان تيو يوازي المريخ أو مارس في الترجمة الألمانية. يوم الثلاثاء في الإنجليزية Tuesday هو «يوم تيو».

## الاسم
يعني اسم تير في النوردية القديمة حرفيا «إله»، وجمعه تيفار tívar «الآلهة»، والتي يمكن تتبع أصلها إلى اللغات البروتو هندو أوروبية ديوس deiwós «وتعني الكائن السماوي، أو الإله» (وتظهر في اللاتينية ديوس deus، والسنسكريتية ديفا). ويعود أصل الشق الأول من الكلمة «دي» إلى كلمة «يتألق أو يشع».
يظهر أول ذكر لشخص الإله تير في القارة في اسم تيز بالقوطية وهو يقابل حرف التاء في الأبجدية الرونية في القرن التاسع في سفر فيينا Codex Vindobonensis. ويظهر الاسم لاحقا في الألمانية العليا القديمة بشكل سيو Cyo في مخطوطة صلاة فيسوبرون من عام 814. كذلك فإن النقش على خوذة نيجاو (القرن الثاني قبل الميلاد) سجلت عليه كلمة teiva، ولكن هذا التفسير غير مؤكد.
اسم تير كان في الأصل كلمة عامة تعني «إله»، على سبيل المثال، فإن اسم هانغاتير يعني حرفيا «إله المشنوقين»، باعتباره أحد من أسماء أودين، والتي ربما ورثها من تير في دوره كإله العدالة. يستمر الاسم في النرويجية والسويدية والدانماركية بتهجئة Tyr، في حين لا يزال موجودا بتهجئة Týr في الأيسلندية الحديثة والفاروية.

## تير والأسطورة
وتروي إحدى القصص كيف أنه وضع يده في فم الذئب فنرير لكي يقبض عليه الآلهة لكن فنرير انتبه لخدعتهم وقضم يد تير فتم تصويره بيد مقطوعة.